# Dolina Lozoya

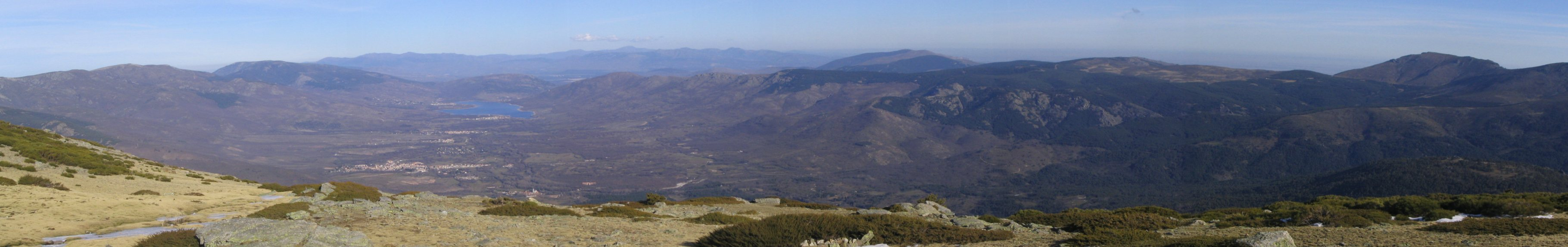
Dolina Lozoya - widok spod Jeziora Ptaków.

Lozoya – hiszpańska dolina, najbardziej rozległa w górach Sierra de Guadarrama, w centrum Hiszpanii. 
Dolina znajduje się na północnym zachodzie wspólnoty autonomicznej Madryt pomiędzy osią Cuerda Larga i Sierra de Guadarrama. Długość doliny wynosi około 25 kilometrów, a szerokość około 6 kilometrów. Centrum doliny znajduje się na wysokości 1 100 metrów nad poziomem morza, a wzgórza na wysokościach pomiędzy 1 800 a 2 430 metrami. Rzeka Lozoya, od której pochodzi nazwa doliny przebiega przez głąb doliny pomiędzy pastwiskami i polami uprawnymi. Góry i wzgórza w dolinie Lozoya zakryte są przez lasy mieszane, z przewagą sosny zwyczajnej i dębu. Najwyższy szczyt doliny Lozoya to Peñalara (2 430 m n.p.m.).